# HD81392
HD81392 — хімічно пекулярна зоря спектрального класу A0, що має видиму зоряну величину в смузі V приблизно  9,6.
Вона  розташована на відстані близько 926,6 світлових років від Сонця.